# AB Bootis
AB Bootis var en nova som flammade upp 1877 i stjärnbilden Björnvaktaren. 
Stjärnan upptäcktes av den tysk-rumänske astronomen Friedrich Schwab och nådde i maximum ungefär visuell magnitud +4,5.